# Parafia św. Piotra Apostoła w Solecznikach
Parafia św. Piotra Apostoła w Solecznikach – rzymskokatolicka parafia znajdująca się w Solecznikach, w archidiecezji wileńskiej w dekanacie Soleczniki.
Kościoły i kaplice na terenie parafii:
- kościół św. Piotra Apostoła w Solecznikach – kościół parafialny
- kaplica szpitalna w Solecznikach
- kaplica w domu opieki w Czużekompie

Msze święte odprawiane są w języku polskim, z wyjątkiem jednej mszy niedzielnej w kościele parafialnym sprawowanej po litewsku.

## Historia
Parafia w Solecznikach powstała wkrótce po chrzcie Litwie na podstawie aktu Władysława Jagiełły i Skirgiełły. Wówczas powstał pierwszy kościół.
W 1827 parafia liczyła zaledwie 1717 wiernych. Odnotowano również, że chłopi używają języka litewskiego, ale znają także polski. Na początku XX w. już wszyscy mieszkańcy parafii rozmawiali w języku polskim i w tym języku odprawiano nabożeństwa.
Dotkliwe straty dla parafii przyniosła II wojna światowa. W 1943 litewska Sauguma aresztowała proboszcza ks. Antoniego Udalskiego, który następnie został rozstrzelany przez Niemców za pomoc Żydom. 8 lipca 1944 spaleniu uległ znajdujący się w centrum miejscowości zabytkowy drewniany kościół.
W czasach komunizmu parafia funkcjonowała, jednak była poddawana prześladowaniom. Po wojnie rozpoczęto budowę nowego kościoła. W 1947, dwa lata po jej rozpoczęciu, władze sowieckie rozebrały niedokończoną świątynię. Postanowiono wówczas rozbudować kaplicę cmentarną, stawiając za zgodą władz najpierw płócienny namiot, a następnie drewniane ściany i dach. W 1978 otrzymano pozwolenie na przebudowę kaplicy. Powstał wówczas obecny kościół, poświęcony w 1986.